# Rio Santa Maria (vattendrag i Brasilien, Rio Grande do Sul)
Rio Santa Maria är ett vattendrag i Brasilien.   Det ligger i delstaten Rio Grande do Sul, i den södra delen av landet, 1 700 km söder om huvudstaden Brasília.
Trakten runt Rio Santa Maria består i huvudsak av gräsmarker. Runt Rio Santa Maria är det glesbefolkat, med 15 invånare per kvadratkilometer.